# Scream Bloody Gore
Scream Bloody Gore ist das Debütalbum der US-amerikanischen Death-Metal-Band Death. Es gilt als eines der ersten und wichtigsten Death-Metal-Alben und enthält starke Thrash-Metal-Einflüsse. Die „blutigen“ Texte und deren Anleihen aus dem Horrorfilm wurden später für viele Death-Metal-Bands zum Vorbild.

## Entstehungsgeschichte
Nach einem kurzen Intermezzo mit Slaughter kehrte Chuck Schuldiner 1986 zurück nach Florida, um mit Death weiterzumachen. In San Francisco lernte er Chris Reifert kennen. Mit ihm nahm er das Mutilation-Demo auf und begann mit den Arbeiten am Debütalbum. Im Juli 1986 begannen die Aufnahmen in einem Studio in Florida. Diese mussten wegen technischer Probleme abgebrochen werden und die weiteren Aufnahmen fanden unter der Regie von Randy Burns in den Music Grinder Studios in Hollywood statt. Während des Mischprozesses lernten Reifert und Schuldiner den Gitarristen John Hand kennen und nahmen ihn als zweiten Gitarristen auf. John Hand erscheint zwar auf dem Backcover des Albums, war aber nicht an den Aufnahmen beteiligt. Kurz nach Erscheinen des Albums verließ er die Gruppe wieder. Das Schallplattencover wurde von Ed Repka entworfen.

## Titelliste
1. Infernal Death – 2:54
2. Zombie Ritual – 4:35
3. Denial of Life – 3:37
4. Sacrificial – 3:43
5. Mutilation – 3:30
6. Regurgitated Guts – 3:47
7. Baptized in Blood – 4:31
8. Torn to Pieces – 3:38
9. Evil Dead – 3:01
10. Scream Bloody Gore – 4:35

### CD-Bonustitel
1. Beyond the Unholy Grave – 3:08
2. Land of No Return – 3:00

### Zusätzliche Bonustitel der Wiederveröffentlichung vonCentury Media
1. Open Casket (live) – 4:49
2. Choke on It (live) – 5:58